# Yên Bái (provins)
Yen Bai (på vietnamesiska Yên Bái) är en provins i norra Vietnam. Provinsen består av stadsdistrikten Yen Bai (huvudstaden) och Nghia Lo samt sju landsbygdsdistrikt: Luc Yen, Mu Cang Chai, Tram Tau, Tran Yen, Van Chan, Van Yen och Yen Binh.